# Kalifaat van de Fatimiden
Het kalifaat van de Fatimiden (of ook wel het kalifaat van de Isma'ilieten) was een in Noord-Afrika regerende dynastie van de 10e eeuw tot de 12e eeuw.

## Geloofsleer
De Fatimiden behoorden tot de isma'ilitische stroming binnen de sjiitische islam. Zij erkenden de (soennitische) Abbasidische kalief in Bagdad niet en vormden zo een soort tegenkalifaat. De Fatimiden beweerden af te stammen van een dochter van de profeet Mohammed, Fatima Zahra (vandaar de naam Fatimiden), en vrouw van de vierde kalief, Ali. Hun tegenstanders noemden hen echter geringschattend de Ubaydiyyun, de afstammelingen van Ubaydullah al-Mahdi.

## Geschiedenis
De eerste Fatimide, bovengenoemde Ubaydullah, trok van Syrië naar wat nu Tunesië is. Daar versloeg hij in 909, met steun van de Kutama-Berbers, de Tunesische Aghlabiden-dynastie en de Algerijnse Rustamiden-dynastie. Ook dwong hij de Idrisiden (in het huidige Marokko) tot het betalen van schatting. In 910 liet hij zich in de plaats Raqqada (in het huidige Tunesië) tot kalief uitroepen. In 917 werd Sicilië door de Fatimiden veroverd.
In 969 versloeg de Fatimidische generaal Jawhar de Ikhshididen en trok hij de Egyptische hoofdstad Fustat binnen. In plaats van Fustat werd een nieuwe hoofdstad gesticht, al-Qahira oftewel Caïro. Met een Berbers leger breidde de dynastie haar invloed in snel tempo uit over heel Egypte, Palestina en Syrië. In 1059 bezetten de Fatimiden zelfs tijdelijk Bagdad, nog altijd de Abbasidische hoofdstad.
Met de Byzantijnen onderhielden de Fatimiden meestal vreedzame relaties; met de komst van de Seltsjoeken, die de Fatimiden hun Aziatische gebieden ontnamen en ook Byzantium bedreigden, werden deze zelfs hartelijk.
Geteisterd door de kruisvaarders en vooral door interne moeilijkheden verzwakte de dynastie zienderogen; de laatste Fatimide werd door Saladin in de 12e eeuw afgezet. Hierna vestigde zich in Egypte de dynastie der Ajjoebiden.

## Heersers
De Fatimiden regeerden 262 jaar lang van 909 tot 1171 en brachten 14 kaliefen voort.

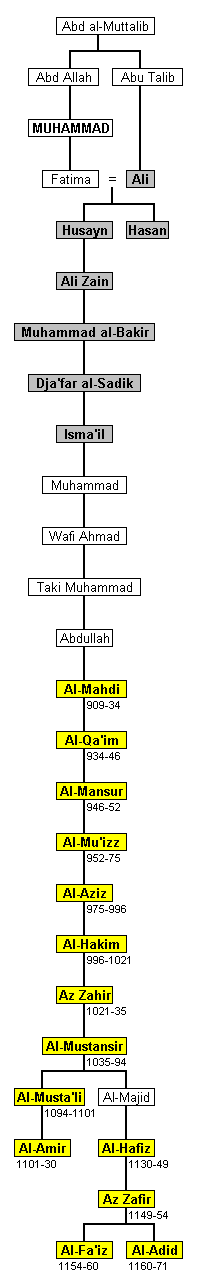
Stamboom van de Fatimiden

| regeerperiode | naam                                | opmerking                      |
| ------------- | ----------------------------------- | ------------------------------ |
| 909 - 934     | Abdullah al-Mahdi Billah            | Riep zichzelf uit tot de Mahdi |
| 934 - 946     | Abu'l Qasim Muhammad Nizar al-Qa'im |                                |
| 946 - 953     | Abu Tahir Isma'il al-Mansur         |                                |
| 953 - 975     | Abu Tamim Ma'ad al-Mu'izz           |                                |
| 975 - 996     | Abu'l Mansur Nizar al-Aziz          |                                |
| 996 - 1021    | Abu 'Ali al-Mansur al-Hakim         |                                |
| 1021 - 1036   | Abu Hashim 'Ali al-Zahir            |                                |
| 1036 - 1094   | Abu Tamil Ma'ad al-Mustansir        |                                |
| 1094 - 1101   | Abu'l Qasim Muhammad al-Musta'li    |                                |
| 1101 - 1130   | Abu 'Ali al-Mansur al-Amir          |                                |
| 1130 - 1149   | Abu'l Maimun 'Abdul Majid al-Hafiz  |                                |
| 1149 - 1154   | Abu'l Mansur Isma'il al-Zafir       |                                |
| 1154 - 1160   | Abu'l Qasim 'Isa al-Fa'iz           |                                |
| 1160 - 1171   | Abu Muhammad 'Abdullah al-Adid      |                                |